# St. Josef (Hastenrath)

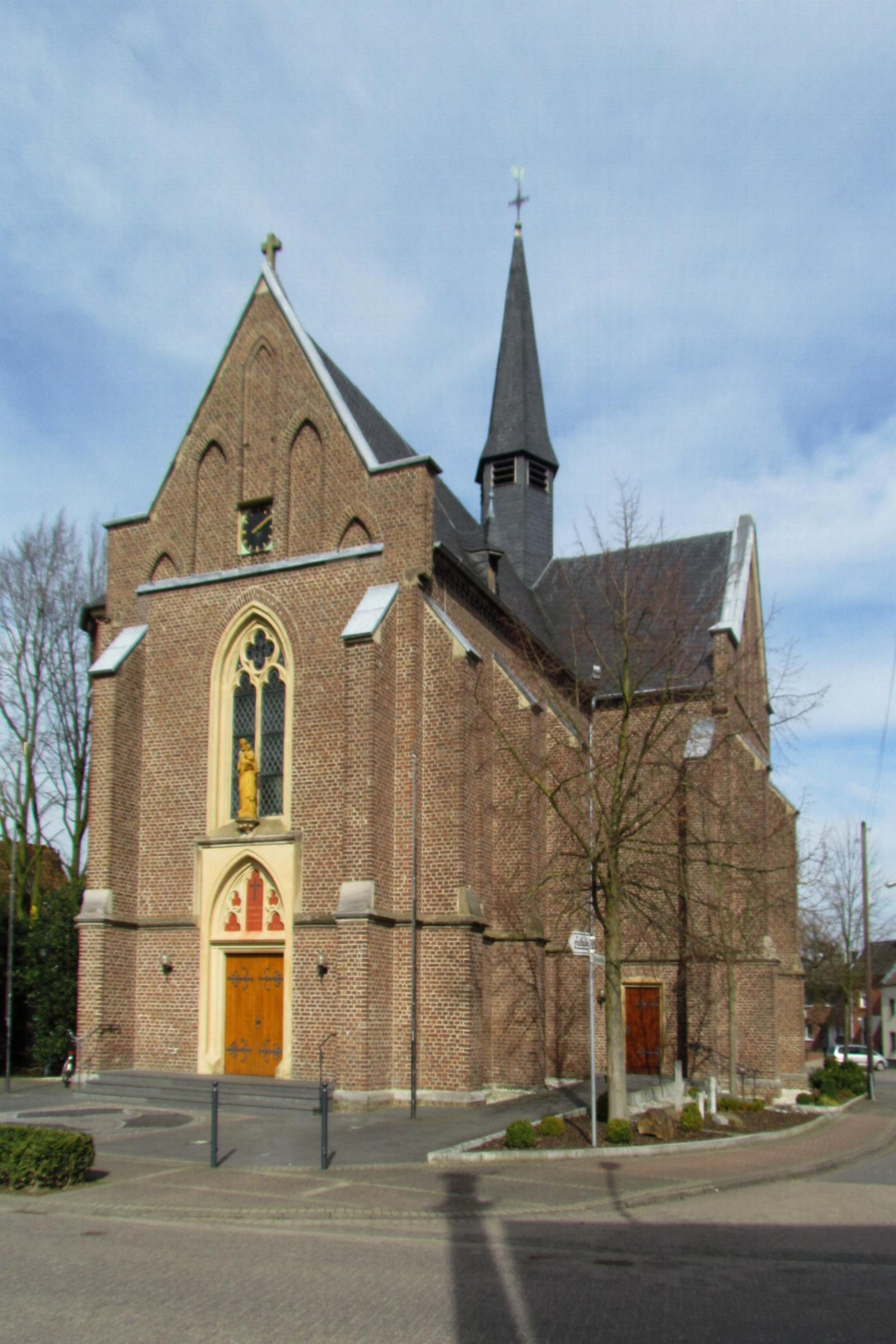
St. Josef in Hastenrath

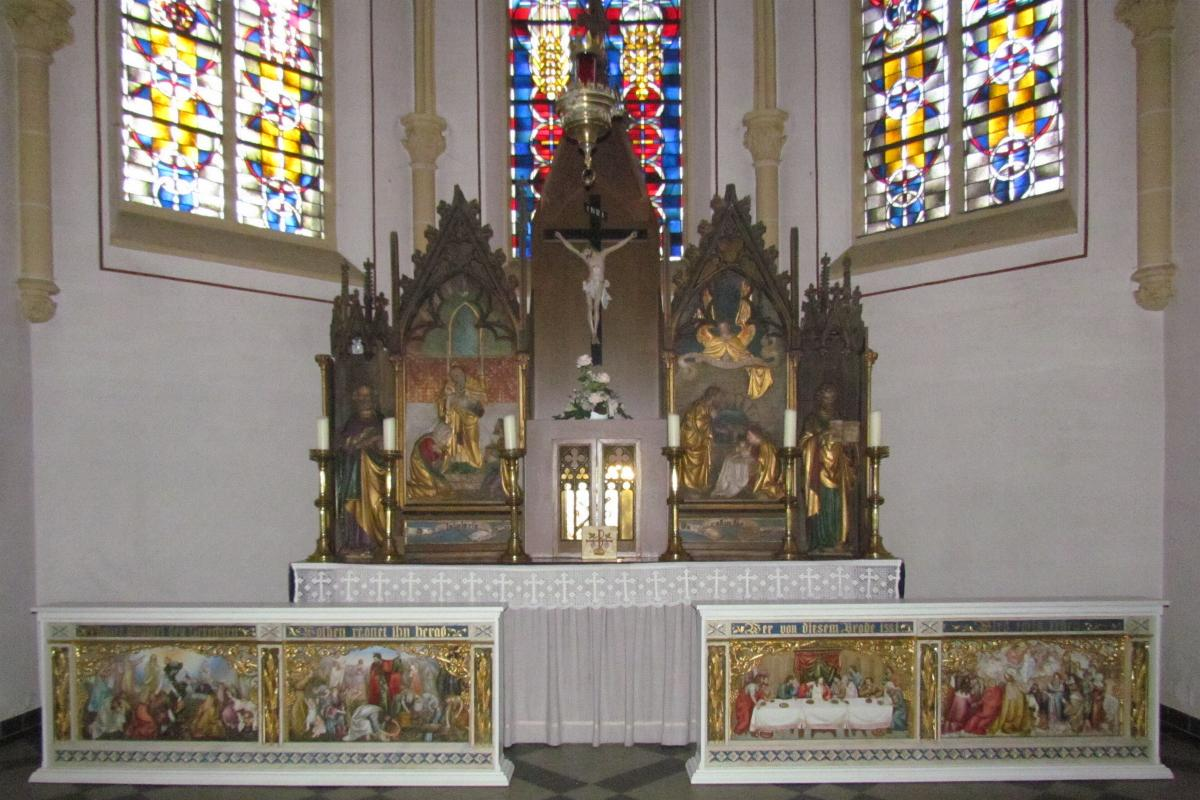
Blick in den Chor

St. Josef ist eine römisch-katholische Rektoratskirche in Hastenrath, einem Ortsteil von Gangelt im Kreis Heinsberg in Nordrhein-Westfalen.
Die Kirche ist als Baudenkmal unter Nummer 36 in die Liste der Baudenkmäler in Gangelt eingetragen und wurde zwischen 1868 und 1869 nach Plänen von Robert Ferdinand Cremer erbaut. Zur Kirchengemeinde gehört neben Hastenrath auch Kievelberg.

## Geschichte
Hastenrath besaß ursprünglich kein eigenes Gotteshaus und gehörte zur Pfarre Gangelt. Jedoch bemühten sich die Dorfbewohner Mitte des 19. Jahrhunderts um den Bau einer eigenen Kirche. Zunächst wurde eine Notkirche eingerichtet. 1866 erhielt Hastenrath mit Heinrich Koch einen eigenen Rektor, der aber dem Pfarrer von Gangelt unterstand. Bald darauf nahmen die Pläne zum Bau einer Kirche konkretere Formen an. So wurde der Aachener Architekt Robert Ferdinand Cremer mit den Planungen beauftragt. 1868 konnte mit dem Bau der heutigen Kirche begonnen werden und bereits 1869 war das neue Gotteshaus fertiggestellt. Am 22. August 1869 wurde die Kirche benediziert und in Dienst gestellt. Die eigentliche Kirchweihe fand erst viel später statt und zwar am 31. Mai 1893. Im Zweiten Weltkrieg wurde die Kirche stark zerstört, 1952 und 1953 renoviert.
Kapellengemeinde wurde Hastenrath mit Datum 1. Januar 1869. Das Sakrament der Taufe konnte ab 1887 empfangen werden. Ab 1913 wurde auf dem Friedhof beerdigt, bis 1914 fanden Trauungen noch in Gangelt statt. Eigenständigkeit erhielt Hastenrath am 1. Mai 1960 mit der Erhebung zur Pfarrvikarie.

## Baubeschreibung
St. Josef ist eine einschiffige Kreuzkirche aus Backsteinen im Stil der Neugotik mit Querschiff und fünfseitig geschlossenem Chor. Über der Vierung erhebt sich ein sechseckiger Dachreiter.

## Ausstattung
In der Kirche hat sich nahezu die komplette neugotische Ausstattung aus der Bauzeit erhalten. Dazu zählen der Hochaltar und die beiden Seitenaltäre, die Kommunionbank, die Orgel aus dem Jahr 1869, das hölzerne Taufbecken, die 14 Kreuzwegstationen und die Buntglasfenster im Langhaus. Die Fenster im Querschiff und im Chor sind Werke des Mönchengladbacher Künstlers Ernst Jansen-Winkeln aus dem Jahr 1950.

## Rektoren und Pfarrvikare
Folgende Priester wirkten bislang als Rektor bzw. Pfarrvikar an St. Josef
| von – bis | Name                       |
| --------- | -------------------------- |
| 1929–1933 | Max Zillikens              |
| 1933–1943 | Theodor Wolters            |
| 1943–1948 | Peter Grein                |
| 1949–1953 | Wilhelm Gilleßen           |
| 1953–1969 | Heinrich Schreiber         |
| 1969–1984 | P. Johannes Hoeymakers SVD |
| 1984–1985 | P. Andreas Magermans SCJ   |
| 1988–2001 | Ralf Freyaldenhoven        |
| Seit 2011 | Daniel Wenzel              |